# Clinotarsus
Clinotarsus é um género de anfíbios da família Ranidae. Está distribuído por Índia, Bangladesh, possivelmente Butão e Nepal; Mianmar e Tailândia.

## Espécies
- Clinotarsus alticola (Boulenger, 1882)
- Clinotarsus curtipes (Jerdon, 1853)
- Clinotarsus penelope Grosjean, Bordoloi, Chuaynkern, Chakravarty, and Ohler, 2015